# Johann Paul Karplus
Johann Paul Karplus (ur. 25 października 1866 w Troppau, zm. 11 lutego 1936 w Wiedniu) – austriacki lekarz neurolog i psychiatra. Studiował medycynę na Uniwersytecie Wiedeńskim, tytuł doktora medycyny otrzymał w 1890. Od 1894 do 1900 asystent w klinice neurologiczno-psychiatrycznej w Wiedniu. Od 1903 do 1917 pracował w instytucie fizjologicznym w Wiedniu. W 1909 został profesorem tytularnym, w 1912 profesorem nadzwyczajnym. W latach 30. współpracował z Wagnerem-Jaureggiem. 
Autor wielu prac, m.in. na temat czynności podwzgórza. 

## Wybrane prace
- Ein Fall von Myelomeningitis luetica, ein Beitrag zur Kenntnis der Sensibilitätsleitung im Rückenmarke. Leipzig, Wien, Deuticke 1900
- Zur Kenntnis der Variabilität und Vererbung am Zentralnervensystem des Menschen und einiger Säugetiere. Leipzig, Deuticke, 1907
- Karplus JP, Kreidl A. Eine neue Methode zur Totalexstirpation des Großhirns und Freilegung des Hirnstammes. Z. biol. Techn., 2/7, ss. 291-295 (1912)
- Karplus JP, Kreidl A. Ueber die Pupillarreflexbahn. Klin. Mbl. Augenhk., 50, ss. 577-588 (1912)